# متالوگرافی

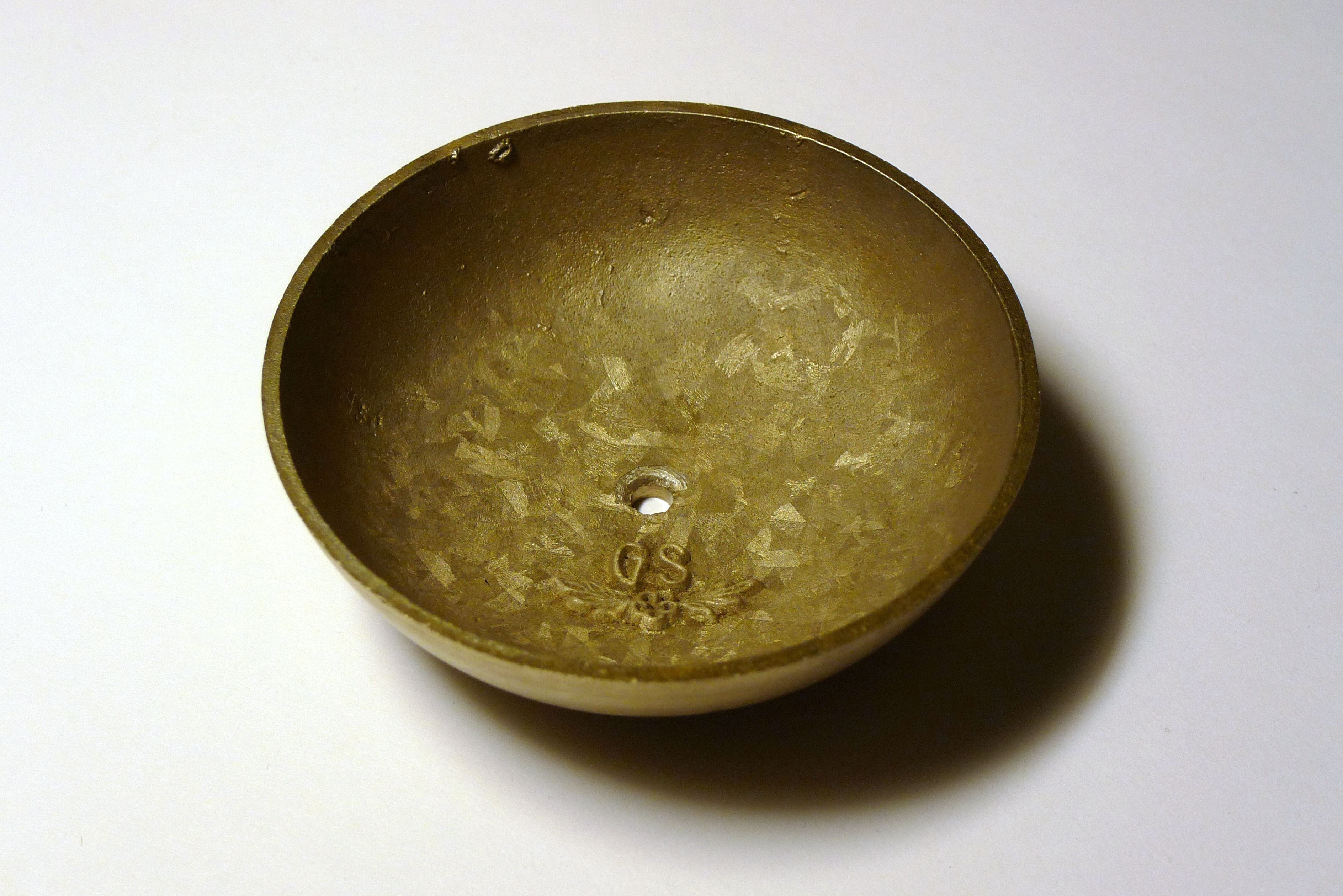
در بعضی موارد، ساختار متالوگرافی به قدری بزرگ است که با چشم غیر مسلح نیز قابل دیدن است.

متالوگرافی (به انگلیسی: Metallography) به علم و هنر آماده‌سازی نمونه‌های فلزی و بررسی ریزساختار میکروسکوپی آن‌ها گفته می‌شود.
در بسیاری از مواد، دانه‌های تشکیل دهنده آن‌ها دارای ابعاد میکروسکوپی هستند و قطری در حدود میکرون دارند و اجزای آن‌ها باید با استفاده از میکروسکوپ‌ها دیده و بررسی شوند. اما مشکل فقط بزرگنمایی نیست. بلکه سطح ریزساختار نیز باید آماده شود. از آنجایی که در بررسی‌های میکروسکوپی فقط سطح اجسام مورد بررسی قرار می‌گیرد، باید سطحی بسیار دقیق جهت دستیابی به اجزاء مهم ریز ساختار فراهم شود. مجموعهٔ فعالیت‌هایی که منجر به فراهم آمدن چنین سطحی می‌شود و بررسی میکروسکوپی ریز ساختار را متالوگرافی می‌نامیم که زیر مجموعه مهندسی و علم مواد قرار می‌گیرد. سطح نمونه باید در ابتدا ساییده و پولیش شده تا صاف و آینه‌ای شود که این کار با استفاده از پودرهای مخصوصی امکان‌پذیر است.به این منظور ابتدا قسمتی از فلز برش خورده را توسط سمباده های80و 120و180سمباده زده و سپس آن را بوسیله پارچه ماهوت که روی صفحه دوار نصب گردیده با آب مرطوب و پرداخت می‌شود هنگام استفاده از پارچه ماهوت از ساینده اکسید آلومینیوم بسیار ظریف استفاده می‌شود که همراه آب روی پارچه ماهوت پاشیده می‌شود اکسید آلومینیوم،ساینده آلیاژ های آهنی می‌باشد برای آلیاژ های نرم تر از اکسید منیزیم استفاده میشود پس از براق کردن و آینه ای کردن سطح نمونه آن را بوسیله محلولی خورنده مثلاً محلول پنج درصد اسید نیتریک و الکل زمانی معین نگه میداریم تا قسمتی های مختلف از آن بطور غیر مساوی خورده شود که در نتیجه انعکاس نور در آنها متفاوت خواهد بود بر حسب مقدار انعکاس نور سطح فاز ها بطور دقیق مشخص خواهد شد با این معلومات خاصیت مکانیکی قطعه تشخیص داده خواهد شد.پس ریز ساختار را می‌توان با عملیات اچ کردن که از یک ماده شیمیایی مناسب استفاده می‌شود بدست آورد.

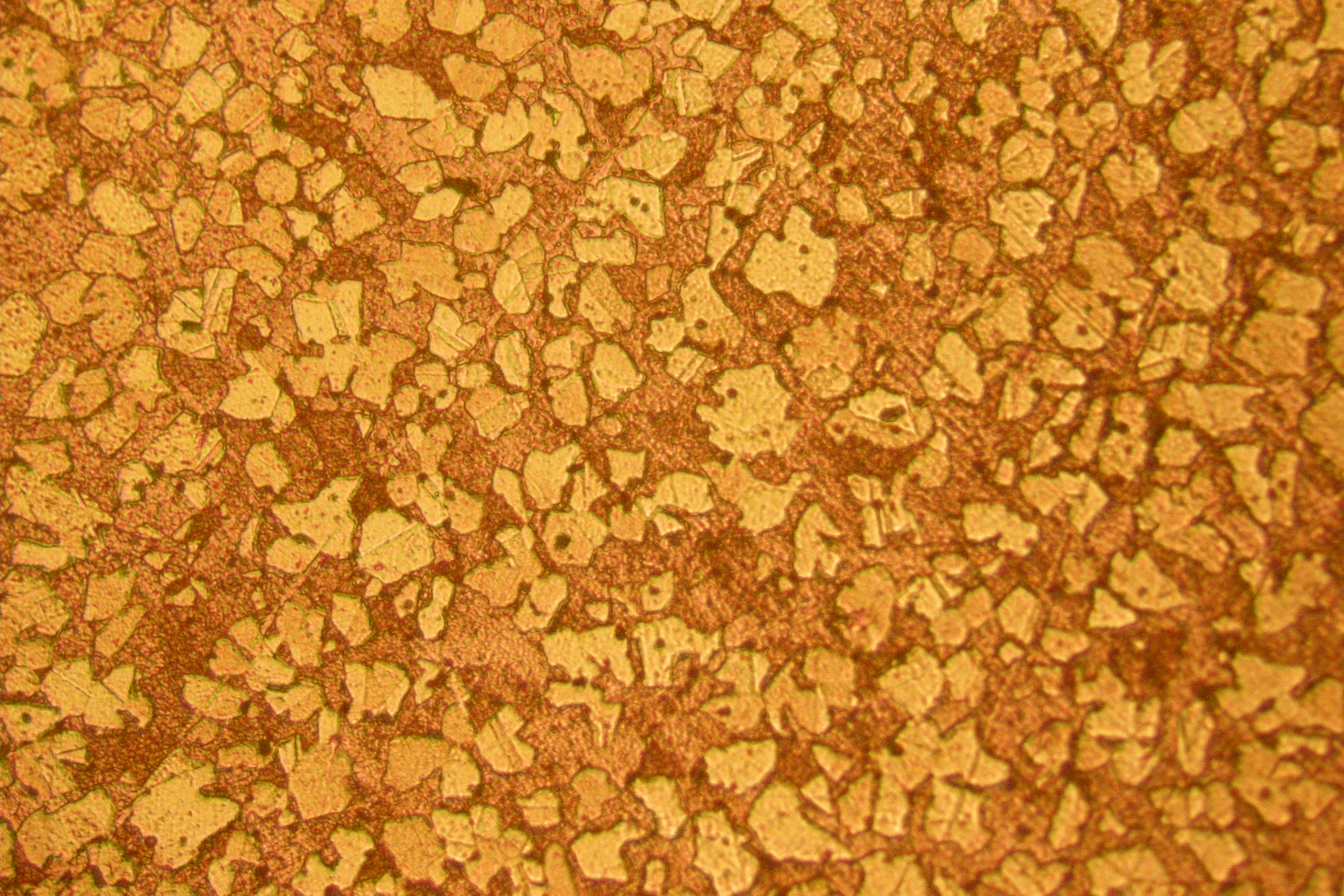
یک نمونه ریزساختار برنز که پس انجام مراحل متالوگرافی زیر میکروسکوپ مشاهده می‌شود.

## مراحل آماده‌سازی نمونه
بعد از انتخاب نمونه مناسب برای کار، متخصصان این امر مراحلی را برای رسیدن به سطحی مناسب طی می‌کنند که به‌طور کلی شامل مواردی مثل مقطع زدن، مانت کردن، سمباده کشیدن، پولیش کردن و اچ می‌شود. در پایان قطعه آماده شده برای آنالیز میکروسکوپی فرستاده می‌شود.

## مقطع زدن
درست است که در مراحل آماده‌سازی، گاهی اوقات نمونه در اندازه مناسبی قرار دارد ولی اکثر مواقع به مقطع زدن نیاز خواهد داشت. پس از برش معمولاً در نمونه آسیب‌هایی به وجود می‌آید ولی این آسیب‌ها می‌توانند به حداقل برسند؛ که این به عواملی مثل نوع ماده‌ای که نمونه از ان ساخته شده و تکنیک‌های بکار رفته در برش بستگی دارد. در این میان به مواردی چون فشار، دما، سرعت بریدن، توسعه ترک، تولید گرما، دقت عمل و… که هر یک به نوعی می‌توانند بر خواص قطعه تأثیر بگذارند نیز باید توجه شود
اگر نمونه کوچک باشد برش با تجهیزاتی که در آزمایشگاه‌های متالوگرافی وجود دارد مثل ماشین‌های برش، انواع اره‌های نواری و موییواره الماسی و دیگر دستگاه‌ها انجام می‌شود.
روش‌های مکانیکی مقطع زدن
1. شکستن:مشکل برش با اره‌ها یعنی تولید گرما و خراب شدن سطح برش را ندارد و بعد از شکستن باید سطح را صیقل داد و روی آن پرداخت کرد. این فرایند برای برخی فولادهای ترد، سرامیک‌ها و کاربیدها بکار می‌رود.
2. قیچی کردن:معمولا ورقه‌های فولاد کم کربن و دیگر مواد نازک و نرم با این روش قابل برش هستند. با توجه به اینکه مقداری گرما تولید می‌شود، قیچی کردن تغییر قابل ملاحظه‌ای در سطح ایجاد می‌کند و برای موادی که به تغییر شکل‌های مکانیکی حساسند توصیه نمی‌شود. اما در کل این نوع برش، ساده، سریع و پربازده است.
3. اره کردن:برای موادی که نرمی آن‌ها از 350hb بیشتر است استفاده می‌شود. انواع اره‌ها می‌توان به اره‌های مویی یا سیمی، آهن بر، الماسی و نواری اشاره کرد.
4. برش با دستگاه تراش:رایج‌ترین روش مقطع زدن است و محبوبیتش بخاطر کیفیت سطح تولید شده و گستره سختی نمونه‌هایی است که می‌تواند برش دهد.. در این دستگاه دیسک گردان نازک، ساخته شده از یک ساینده مناسب استفاده می‌شود. برای خنثی کردن اثر گرمای تولید شده بر سطح مقطع از آب و صابون و دیگر روان‌سازها استفاده می‌شود. در این روش حتی کل فرایند برش را زیر روغن مخصوص انجام می‌دهند خوبی این کار این است که روغن به هیچ وجه در شکاف ایجاد شده نمی‌سوزد و اثر مخرب بر سطح ندارد.

به غیر از برش‌های مکانیکی موارد زیر نیز انجام می‌شوند.
- برش با قوس الکتریک:این روش اغلب برای آلیاژهای بسیار سخت استفاده می‌شود.

از روش‌های دیگر می‌توان به برش با میکرو فرز و برش الکتروشیمیایی که هم‌زمان از اسیدها و اره‌ها استفاده می‌کند اشاره کرد.

## نصب (mounting)

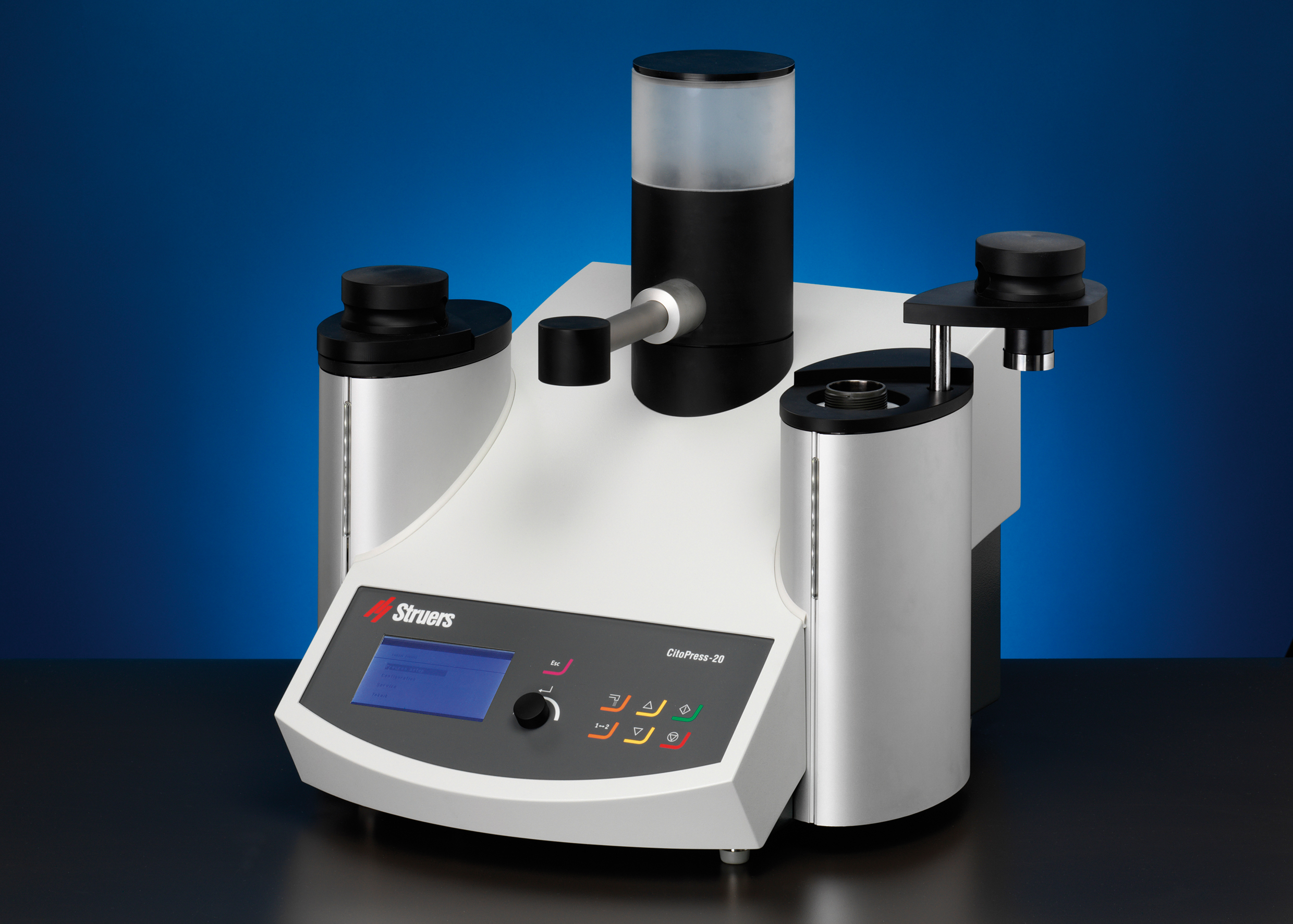
دستگاه مانت گرم

اگر نمونه ما کوچک باشد، سالم نگه داشتن آن در طول عملیات برش، تراش و صیقل و … بسیار سخت خواهد بود؛ بنابراین این قطعات کوچک در داخل یک پلیمر یا رزین خاص مونت می‌شوند تا برای اقدامات بعدی قابل حمل شوند. همچنین مناسب‌ترین رزین‌ها برای کار، رزین‌های اپوکسی و پلی استر هستند که به‌طور ویژه برای کارهای متالوگرافیک ساخته شده‌اند. روش دیگری که استفاده می‌شود نگهداری و ثابت کردن نمونه بین چند گیره و حمل نمونه به وسیلهٔ آن‌ها ست.
انواع نصب (mounting)
1. نصب سرد (Cold mount): رزین‌هایی که استفاده می‌شوند ابتدا مایع هستند و پس از مدت اندکی سخت شده، به جامد تبدیل می‌گردند. این کار معمولاً با دستگاه‌هایی که هم‌زمان چندنمونه را نصب می‌کند انجام می‌شود به‌صورتی که ابتدا قطعه در داخل قالب، روی صفحه صافی گذاشته می‌شود و از بالا رزین روی آن ریخته می‌شود. با کمی صبر و تحمل، پس از چند ساعت نمونه ما آماده است.

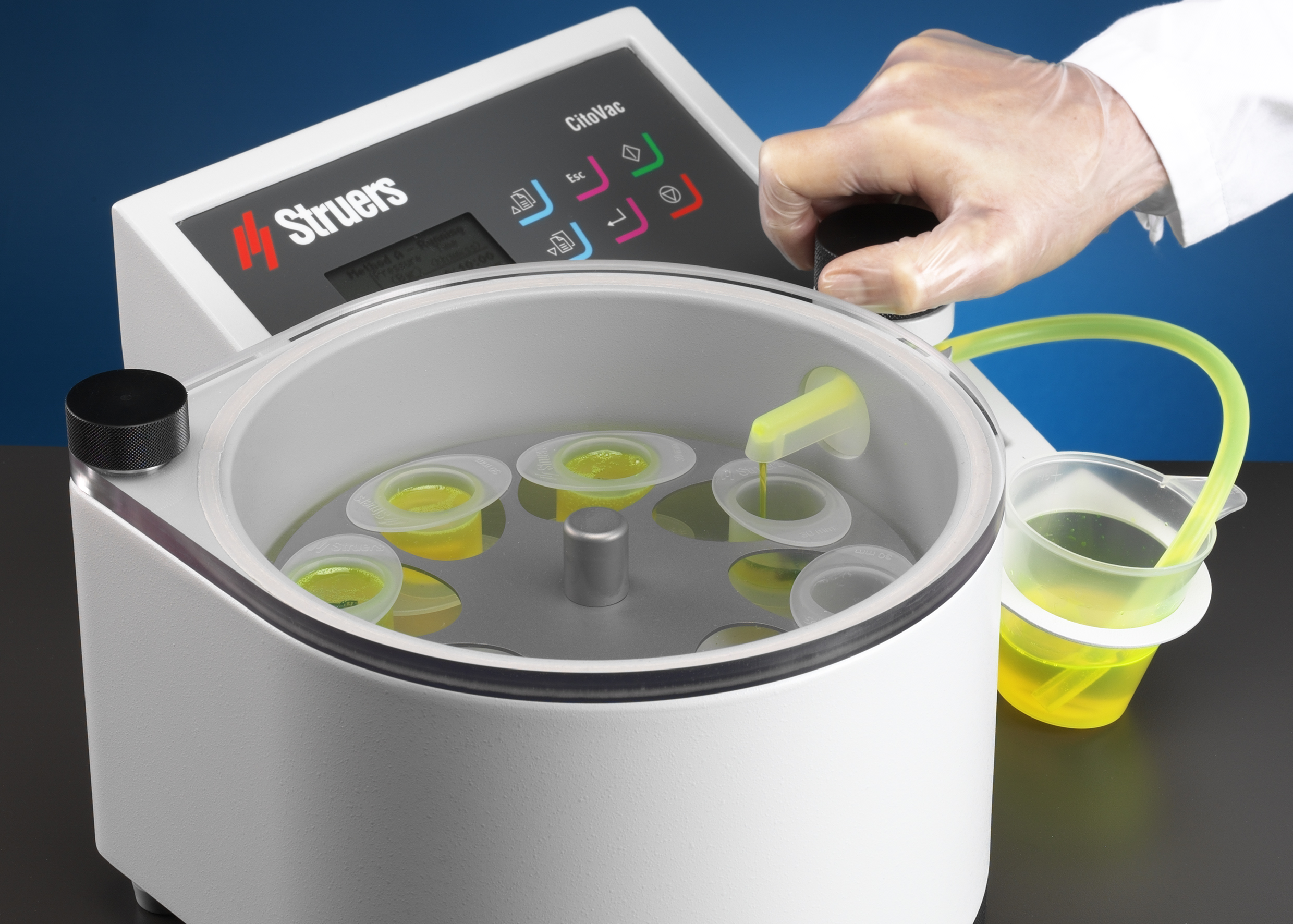
مانت سرد، در این دستگاه چندنمونه با هم مانت می‌شوند.

1. نصب گرم (Hot Mount): از دستگاهی استفاده می‌شود که هم‌زمان می‌تواند فشار و گرما تولید کند. نمونه به همراه پودری پلیمری داخل دستگاه قرار می‌گیرد و با ایجاد فشار و افزایش دما پودر مایع شده دور قطعه را می‌گیرد و با فشار ایجاد شده محکم می‌شود. تماس خوب و دقیق نمونه و پلیمر و ایجاد قالبی صاف و بدون تخلخل از ویژگی‌های نصب گرم است.[۳]

## پرداخت اولیه با سمباده
کاغذهای سمباده دایره‌ای از جنس کلسیم کاربید روی سطح یک چرخ دوار افقی و تخت چسبانیده می‌شود و سپس نمونه روی آن گذاشته می‌شود. البته باید نمونه را با فشاری کنترل شده روی سطح قرار داد در این مدت از آب به عنوان روان‌ساز استفاده می‌شود تا ذرات جداشده از سطح نمونه را با خود حمل کند و صحنه را تمییز نگه دارد و گرما را کاهش دهد. در هر یک از مراحل سایش، نمونه به‌شکلی حرکت داده می‌شود که خراش‌ها فقط در یک جهت ایجاد شود و در سایش بعدی، جهت آن عوض می‌شود.

## پرداخت نهایی یا نرم

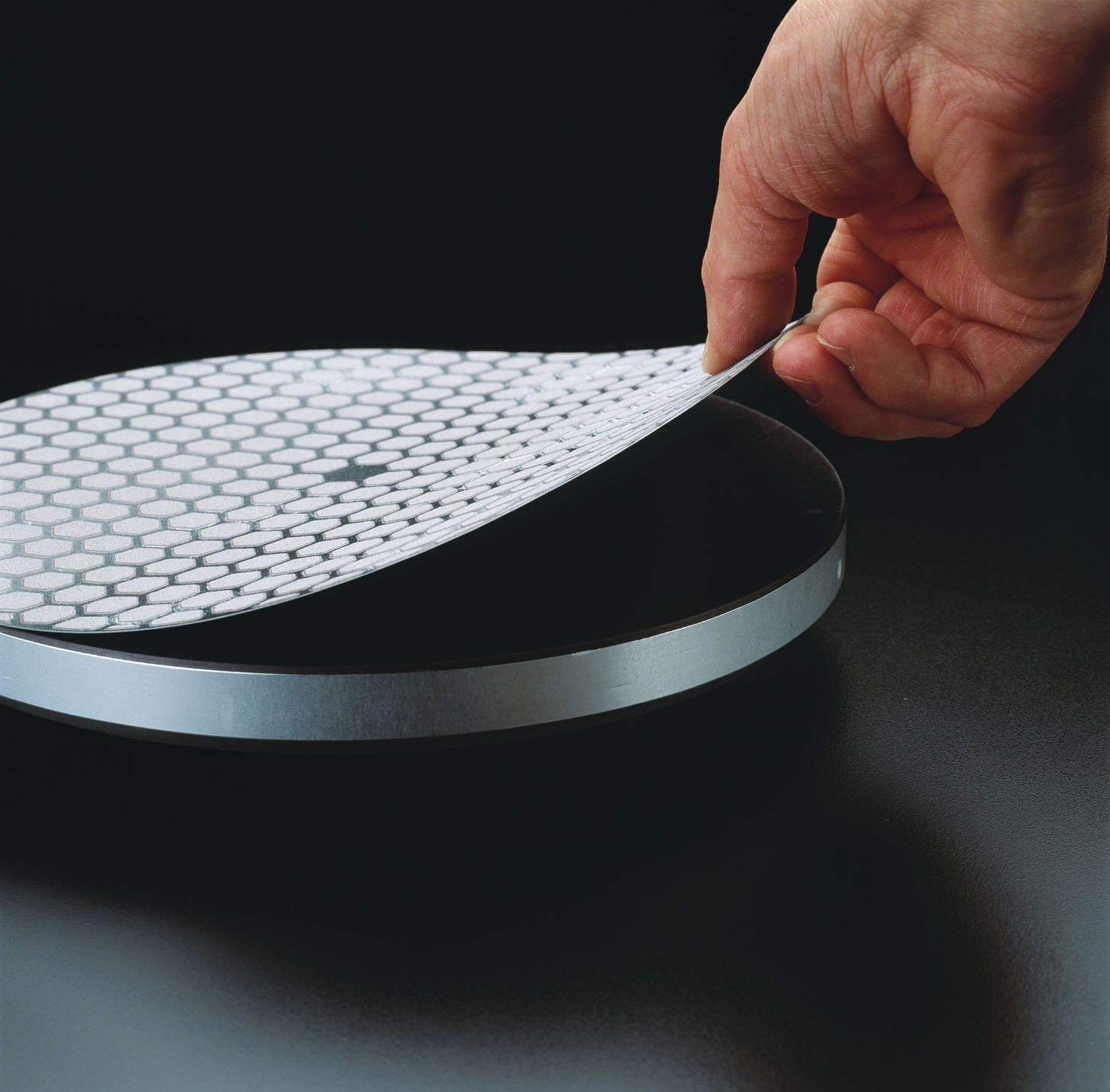
یک نمونه از سمباده‌های دوار که در دستگاه پولیش و سمباده استفاده می‌شود.

مرحلهٔ بسیار حساسی است. در حال حاضر ماده ساینده مورد استفاده برای عملیات پرداخت، پودر الماس است. پودری که در خمیری قابل حل در روغن نگهداری و حمل و نقل می‌شود، در هنگام استفاده مقدار کمی از این خمیرها بر روی سطح یک چرخ دوار قرار می‌گیرد که روانساز آن روغنی مخصوص است. سپس نمونه روی محلی خاص و ثابت روی چرخ با فشار زیاد فشرده می‌شود و هم‌زمان مخالف جهت چرخش چرخ می‌گردد.
ذرات الماس خاصیت برشی شدیدی دارند و در جدا کردن لایهٔ عمیق تغییر شکل یافته ناشی از سایش‌های اولیه بسیار مؤثراند. سطح ما بعد از عملیات به شدت صیقلی می‌شود و اگر با میکروسکوپ نوری آن را بنگریم حالت آینه‌ای دارند.
پرداخت الکتریکی یا الکترو پولیش، نوعی خاص از پرداخت نهایی
در فلزاتی نظیر فولاد ضدزنگ، تیتانیم و زیرکونیم که از بین بردن لایه‌های سطحی اعوجاج یافته بسیار مشکل است پولیش مکانیکی مناسب نیست بنابراین اغلب این مواد توسط روش پرداخت الکتریکی در آخرین مرحله پرداخت می‌شوند در این حالت نمونه به عنوان آند و یک ماده غیرقابل حل به عنوان کاتد در یک حمام الکترولیتی به صورت مناسب قرار می‌گیرند چنانچه از دانسیته جریان مناسب استفاده شود می‌توان سطح نمونه را به صورتی حل کرد که یک سطح پرداخت مناسب تولید شود. این روش معمولاً زمانی بکار می‌رود که نمونه توان پرداخت بیشتر ویا اچ کردن را ندارد یا اینکه ما قصد اچ کردن نداریم و می‌خواهیم قطعه را زود آزمایش کنیم.

## تمییز کاری
نمونه ما باید بعد از هر مرحله تمییز شود یعنی باید تمامی باقی مانده‌های قسمت‌های پرداخت پاکسازی شود تا از کارایی مراحل بعد نکاهد.. این کار با قرار دادن قطعه زیر آب در حال عبور و سپس تمییز کردن با پنبه یا استفاده از تمیز کاری فراصوت صورت می‌گیرد. تمیزکاری با استفاده از فراصوت بسیار مؤثر است زیرا حتی باقی مانده‌های پرداخت در شکاف‌ها و ترک‌های ریز را هم تمیز می‌کند. بعد از تمیز کاری لازم است سطح را با موادی مثل الکل، که نقطه جوش پایینی دارند شست و سپس سریع خشک کرد. ماندن مایعات بر روی نمونه باعث ایجاد لک می‌شود.

## حکاکی شیمیایی یا اچ کردن

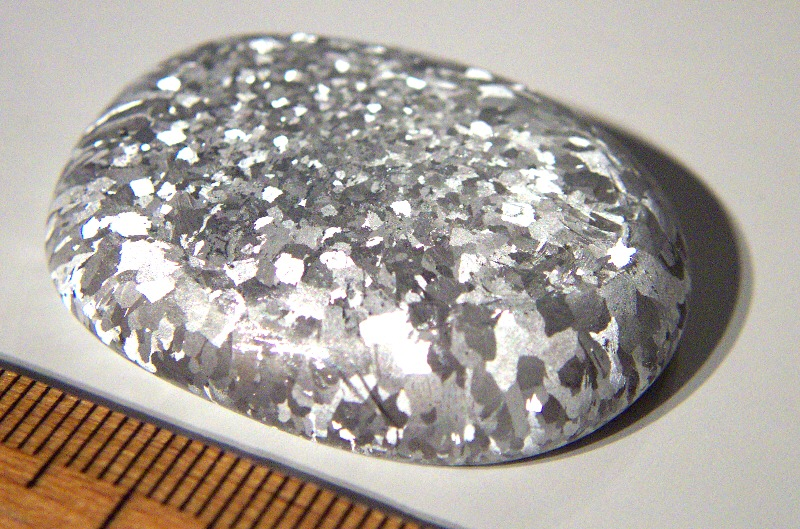
تصویری از آلمینیوم اچ شده

بعد از اتمام مراحل چند گانه پرداخت سطح نمونه زیر میکروسکوپ امتحان می‌شود و باید ویژگی‌هایی مثل گودال‌ها، سوراخ‌ها، ترک‌ها و نابجایی‌ها و … کاملاً قابل تمایز باشند؛ ولی در بسیاری مواقع چنین نیست. یک نمونه پرداخت شده ریز ساختار خود را نشان نمی‌دهد زیرا نور تابش یافته به سطح به‌طور مستقیم بازتاب می‌شود و تفاوت‌های کوچک در این بازتاب به وسیلهٔ چشم قابل تشخیص نیستند. برخی از ابزارهای تولید تصویر باید بکار گرفته شود که همان اچ کردن یا حکاکی شیمیایی است.
هرچند اچ کردن با توجه به کاربردهایش در دیگر زمینه‌ها مثل هنر انواع مختلفی مثل نوری، شیمیایی، فیزیکی دارد؛ اما در این زمینه از شیمیایی آن استفاده به نسبت وسیع‌تری می‌شود.
معمولاً از یک اسید یا باز قلیایی ضعیف استفاده می‌شود و نمونه را داخل آن فرو می‌برند. این کار باعث می‌شود سطح نمونه در اسید حل شود. این انحلال در مرز دانه‌ها زود تر اتفاق می‌افتد و بالا بلندی‌ها و مرزها به صورت پله‌هایی کم عمق در سطح ظاهر می‌شوند.

## علامت گذاری روی قطعه
نمونه‌ها در صورتی قابل استفاده دوباره می‌باشند که علامت گذارده شده بر روی آن‌ها در تمام مدت آماده‌سازی و مطالعه میکروسکوپی به وضوح قابل رویت بوده و هویت آن‌ها گم نشود. علامت گذاری بر روی نمونه می‌بایست بر روی سطحی انجام شود که مورد متالوگرافی قرار نمی‌گیرد. در مورد نمونه‌هایی که مانت می‌شوند، می‌توان روی ماده مانت علامت گذاری نمود. در هنگام استفاده از مانت‌های شفاف (شیشه ای) نیز مشخصات نمونه روی یک تکه کاغذ نوشته شده و طوری همراه نمونه قالب‌گیری می‌شود که نوشته قابل خواندن باشد.
علاوه بر مراحل فوق قطعه باید در جایی مناسب نگهداری شود چرا که ممکن است در سطح آن متناسب با نوع ماده تغییراتی اتفاق بیفتد؛ که خود این روش‌ها و تکنیک‌های بخصوصی دارد.

## آنالیز میکروسکوپی
تکنیک‌های میکروسکوپی بسیاری در آنالیز متالوگرافی استفاده می‌شود. نمونه آماده شده باید با چشم غیر مسلح بعد از عملیات اچ واکاوی شود تا سطحی مناسب که تأثیر عملیات اچ روی آن بهتر مشخص است برای قرار گرفتن زیر میکروسکوپ انتخاب شود. بررسی با میکروسکوپ نوری همیشه قبل از واکاوی‌های پیشرفته با میکروسکوپ الکترونی بکار می‌رود، زیرا راه اندازی و بکار بردن میکروسکوپ الکترونی زمان بر است و قطعات آن نیز گران است و حتی کار با آن نیاز به تکنسین دارد!

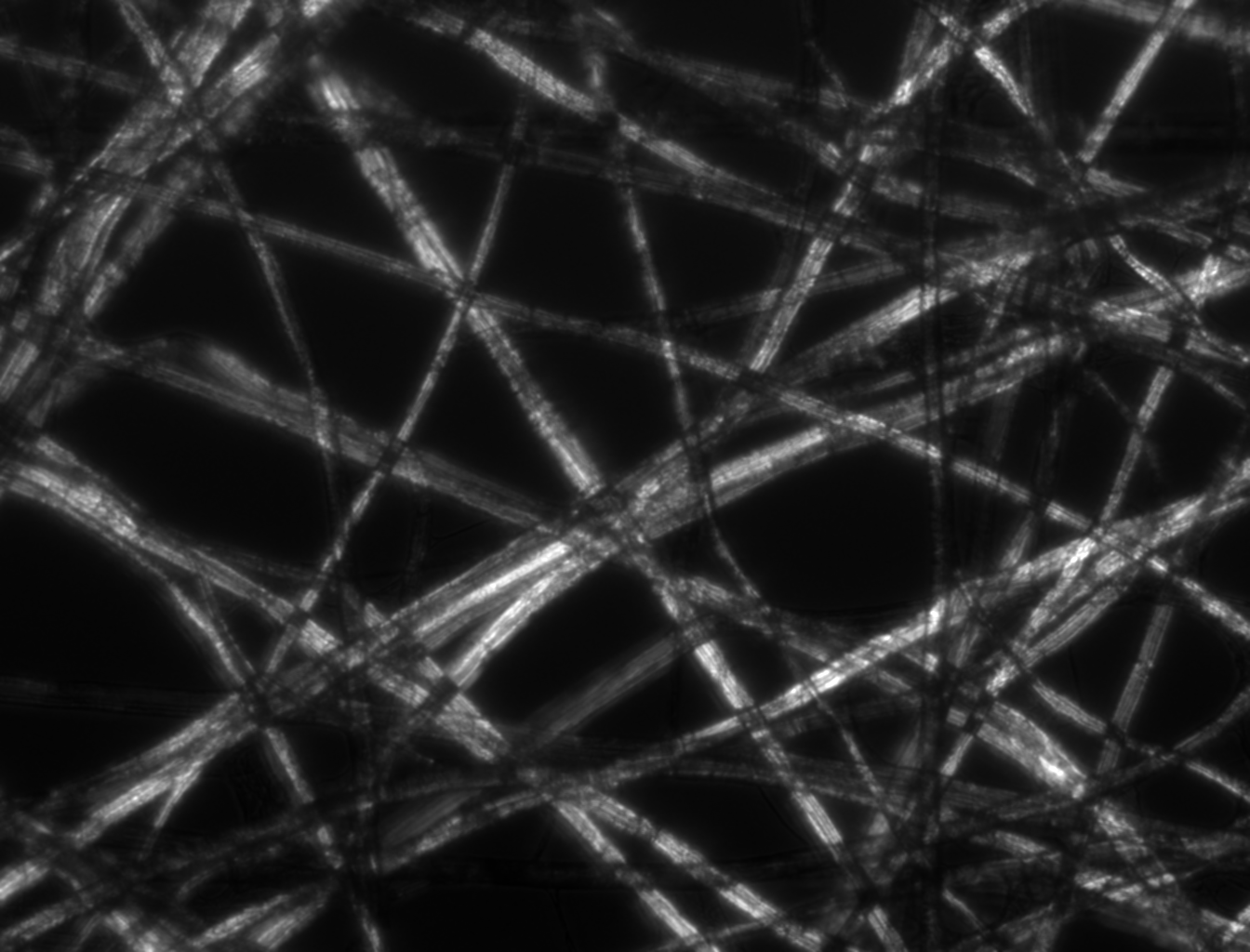
تصویر گرفته شده با نور قطبیده

ابتدا به توضیح روش‌های دیدن ریزساختار با استفاده از میکروسکوپ نوری می‌پردازیم.
- نورپردازی به صورت مستقیم

در این بررسی چون نور به صورت مستقیم بازتابیده می‌شود عملاً یک صفحه تقریباً سفید مشاهده خواهد شد و جزئیات به‌خوبی مشخص نیستند. برای اصلاح تصویر از یک منشور استفاده می‌کنند تا نور را علاوه بر مسیر مستقیم از اطراف و به صورت مایل هم به جسم بتابانند.

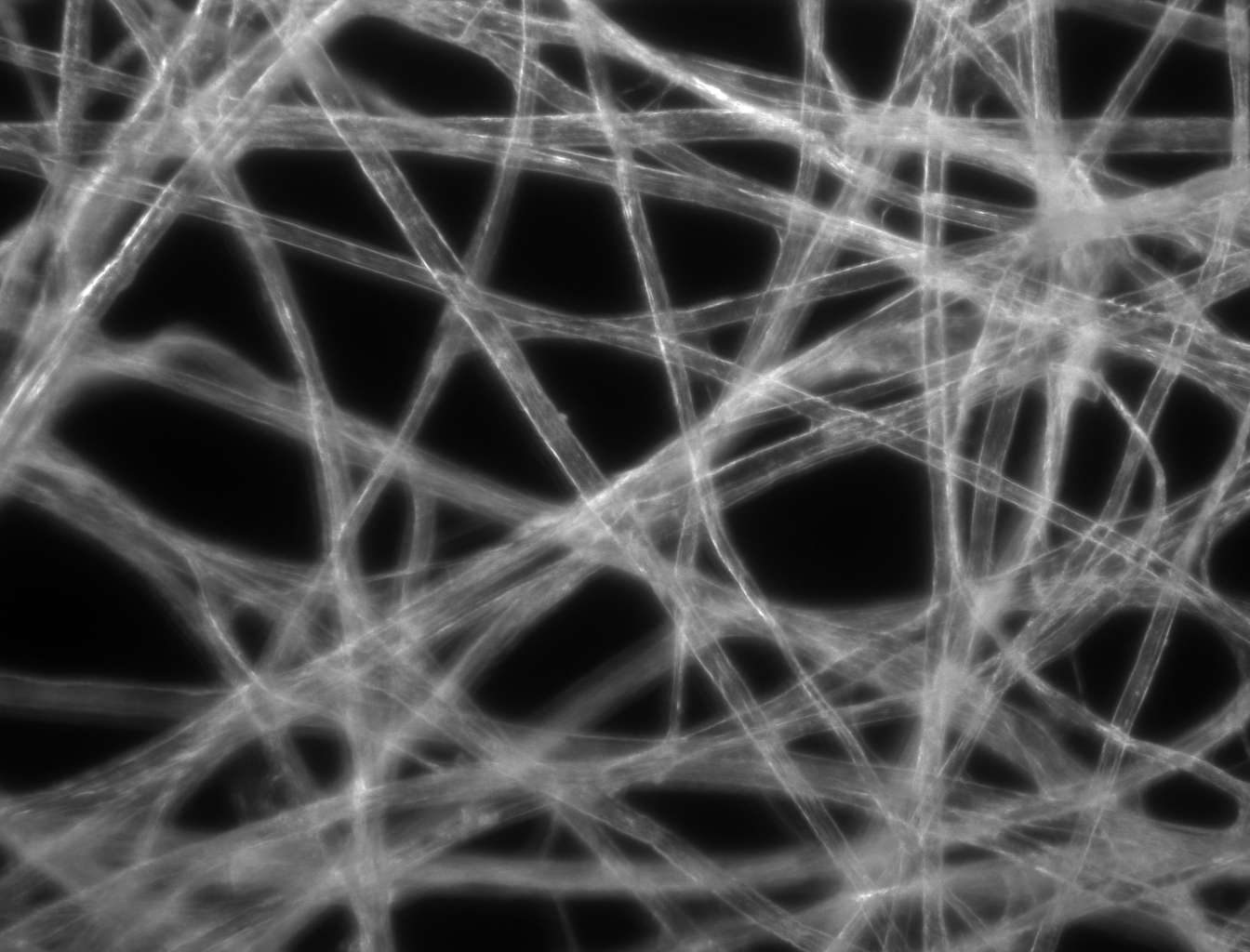
حالت زمینه سیاه(dark-field)

- استفاده از نور قطبی شده در بازتابش

با استفاده از قطعاتی در داخل میکروسکوپ مثل فیلترهای قطبیدگی و آنالیز نور بازتابیده شده از سطح قطعه را که معمولاً در جهات مختلف پراکنده‌است. در یک مسیر یا جهات خاص عبور می‌دهند و تصویری ایجاد می‌کنند. این روش برای ساختارهای غیر مکعبی، مثل مواد با ساختارهای هگزاگونال مناسب است.
- نورپردازی مایل

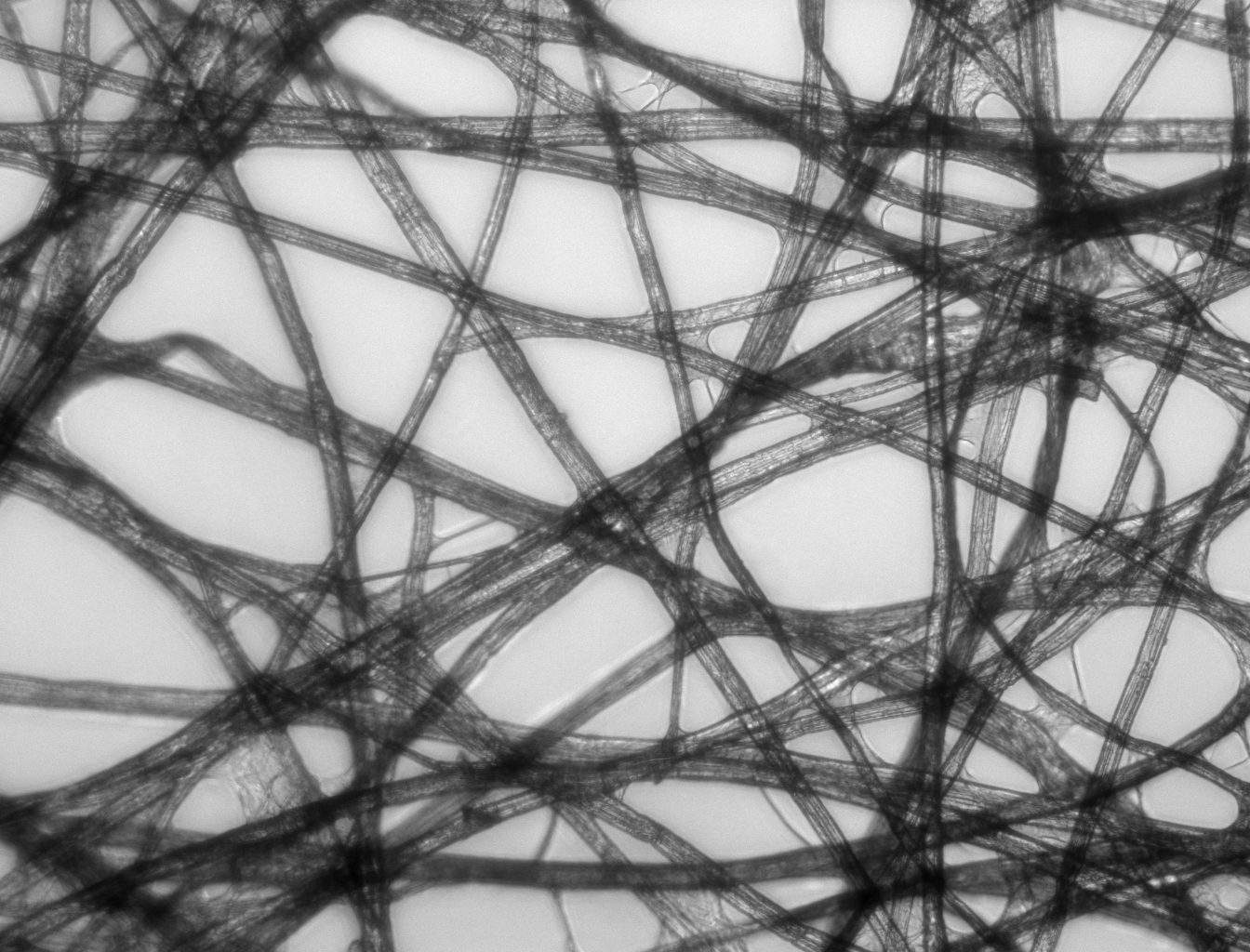
تصویر گرفته شده به صورت معمولی

با استفاده از منشوری در میکروسکوپ، نور علاوه بر تابش از بالا از کناره‌ها هم بر سطح جسم می‌تابد؛ و با عث ایجاد سایه روشن‌هایی می‌شود و تصویری با وضوح بالا تولید می‌کند و به آن دیدی سه بعدی می‌دهد. این روش که DIC نام دارد اولین بار توسط شخصی بنام نامرسکی(Nomarski) ابداع گشت.
- نورپردازی با زمینه سیاه (نبودن نور مستقیم)

دراین روش نور در میکروسکوپ مستقیم به قطعه نمی‌تابد و فقط از کناره‌ها به‌طور مایل می‌تابد که باعث می‌شود تصویری با پس زمینه سیاه و خطوطی سفید که همان اجزاء ریزساختار هستند مشاهده شود.

## میکروسکوپ‌های الکترونی و عبوری(SEM)و(TEM)
برای بررسی‌های دقیق تر و حساس تر از میکروسکوپ‌های الکترونی(SEM) و بعد از آن از میکروسکوپ‌های انتقالی (TEM)استفاده می‌شود. در اینجا فقط به برخی از ویژگی‌های این میکروسکوپ‌ها اشاره می‌شود.
- میکروسکوپ الکترونی

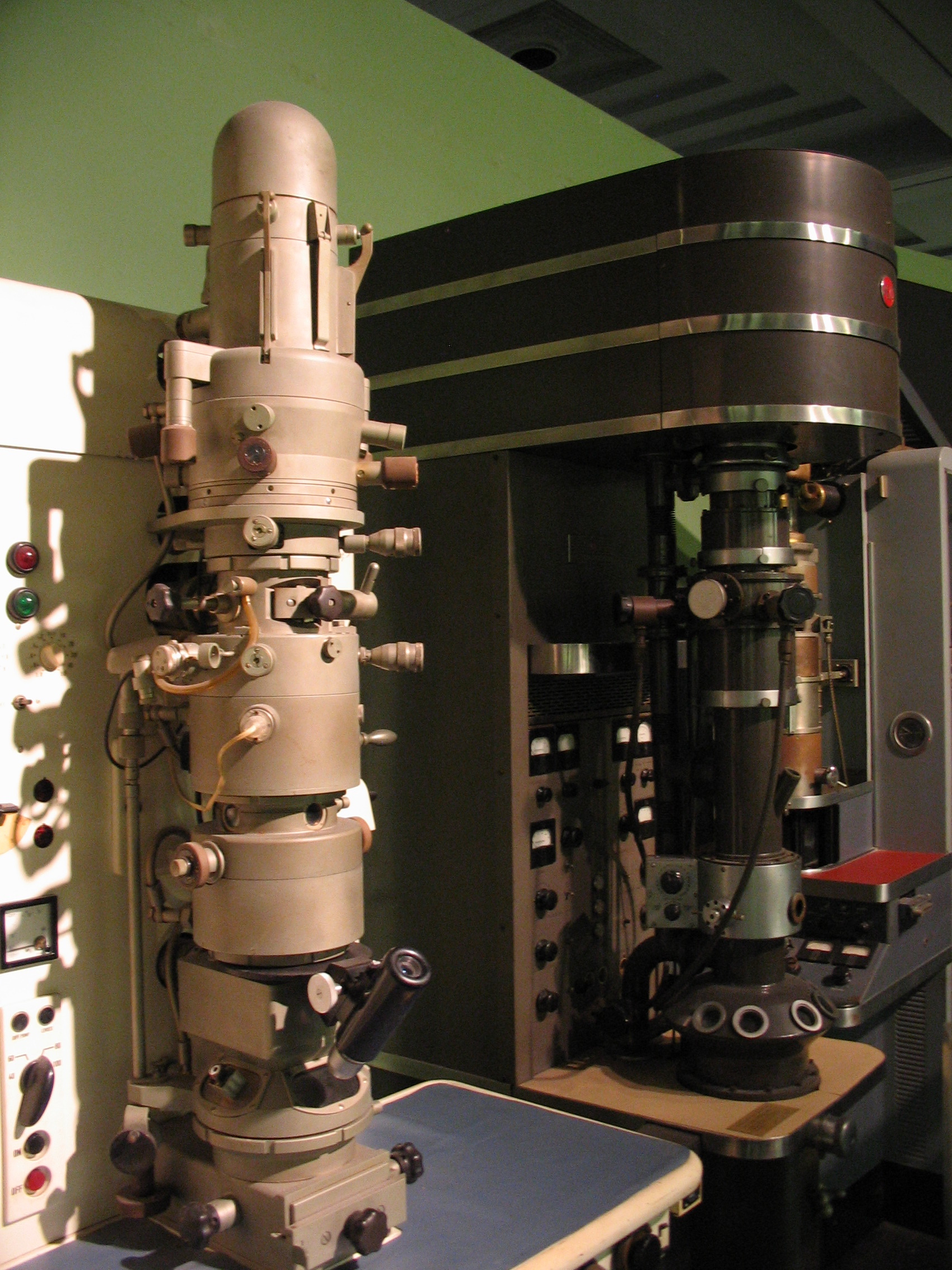
میکروسکوپ الکترونی در یک نگاه

پرتوهایی از الکترون برای ایجاد تصویر از نمونه بکار می‌برد.
در مقایسه با میکروسکوپ‌های نوری وضوح و بزرگنمایی(200000X) بیشتری دارد.
با استفاده از لنزهای مغناطیسی الکترون‌ها متمرکز می‌شوند و تصویر شکل می‌گیرد.
سطح نمونه باید رسانا باشد.

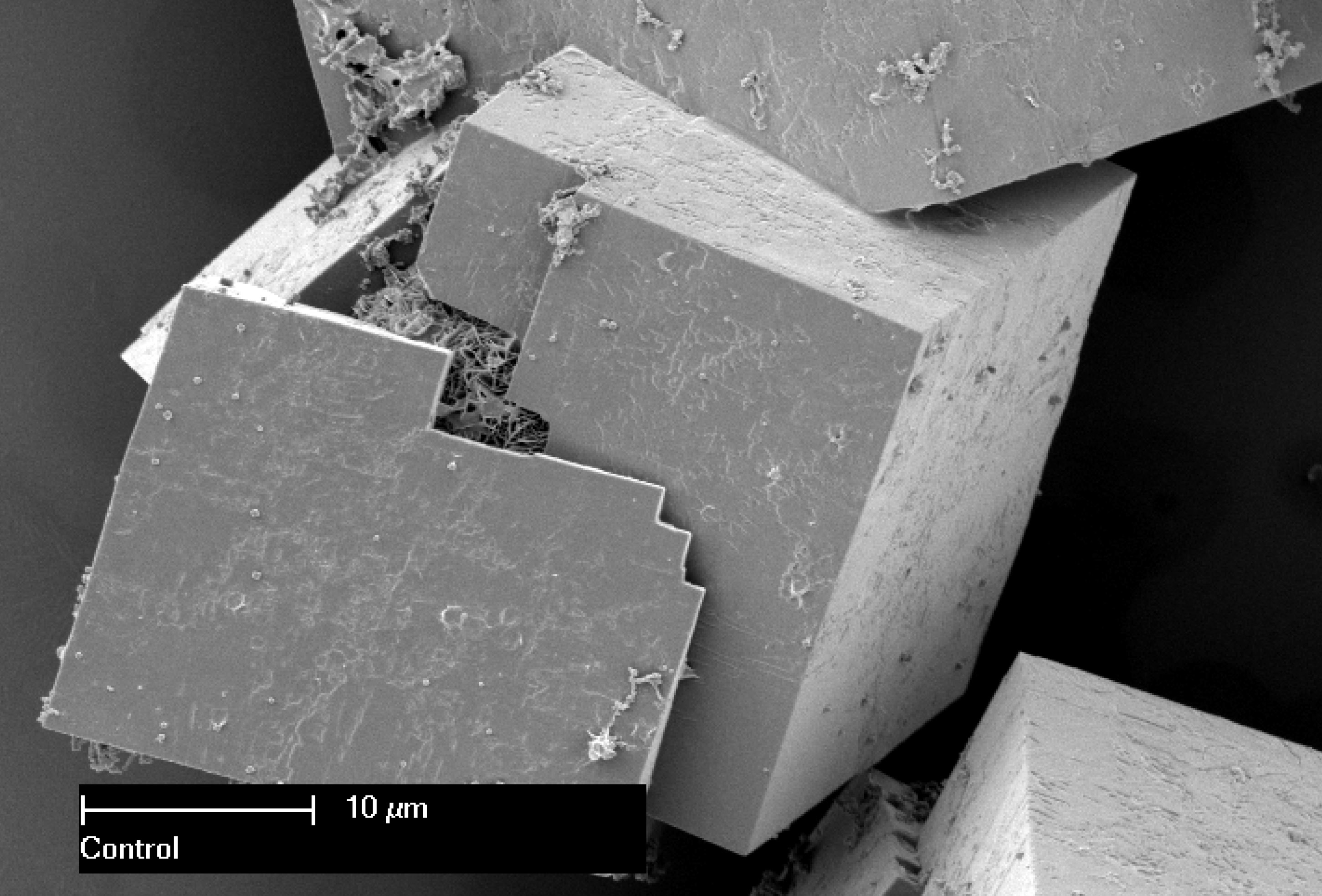
تصویر گرفته شده بوسیله میکروسکوپ الکترونیSEM

- ویژگی‌های میکروسکوپ الکترونی عبوری

این میکروسکوپ هم وضوح بیشتری دارد (0.1 nm) و هم دارای بزرگنمایی حدود یک میلیون بار است. الکترون‌هایی به وسیلهٔ رشته تنگستن تولید شده و از سطح عبور می‌کنند با توجه به ساختار اتمی ماده جهت می‌گیرند و نهایتاً روی یک صفحه فلوئوروسنت بزرگنمایی می‌شوند. ویژگی مهم این میکروسکوپ‌ها همان عبور از سطح است که باعث می‌شود ریزساختار خیلی واضح دیده شود.

## متالوگرافی کمی
استرئولوژی یا متالوگرافی کمی مجموعه‌ای از روش‌ها برای توصیف کردن یک ریزساختار سه بعدی، از روی تصویر دو بعدی آن است. این روش‌ها که مبتنی بر احتمالات هندسی و تکنیک‌های نمونه برداری آماری مخصوص است؛ ارتباطی را بین کمیت‌های اندازه‌گیری شده روی مقطع و ویژگی‌های ویژه ریزساختار برقرار می‌سازد. برخی از ساده‌ترین اندازه‌گیری‌ها شامل محاسبه حجم ترک‌ها، اندازه دانه‌ها، حجم فضای موجود بین ذرات و … در فلزات و آلیاژهای آن‌ها است.
امروزه ارگان‌ها یی مثل کمیته بین‌المللی ASTM در حوزه متالوگرافی، روش‌های را ابداع کرده‌اند که چگونگی توصیف کمی ریزساختار را شرح می‌دهند.
برای مثال، برای کسر حجمی از استاندارد ASTM E562 و برای اندازه‌های مربوط به اندازه دانه‌ها ازASTM E112استفاده می‌شود.